# MÁV S jellegű szerkocsi
A MÁV S jellegű szerkocsitípusát Magyar Királyi Állami Vasgyárak a IIIs. osztályú gőzmozdonyaihoz fejlesztette ki 32 szerkezetszámon. Az ekkor még IIIs. osztályú szerkocsiként jelölt új típus kifejlesztését az tette szükségessé, hogy az In. osztályú Vanderbilt-rendszerű szerkocsik befogadóképessége saját tömegükhöz viszonyítva nem volt megfelelő. Ezért ugyancsak négytengelyű, kétforgóvázas, de szögletes víztartállyal rendelkező típust szerkesztettek.
A típust az utolsó szállítású In. osztályú mozdonyokhoz is szállították, In. osztályú szerkocsi megjelöléssel. 1911-től a szerkocsit S jellegként jelölték, kiegészítve a hozzá tartozó mozdony sorozatjelével (pl. S322).

## Szerkezete
A szerkocsi hossztartói egy-egy, egymástól 1,06 m távolságban elhelyezett 300 mm-es U-szelvényű tartók voltak, melyeket elöl a kapocsszekrény, hátul a vonószekrény kötött össze. A forgóvázkeretek hossztartóit, melyek 20 mm-es lemezből készültek, egymástól 1,87 m távolságban helyezték el. A terhelést a forgóvázkeretekre a mozdonyhoz hasonlóan gömbcsészés ágyazású forgócsap és tekercsrugóra támaszkodó oldalsó csúszópofák vitték át. A szerkocsi kerékpárjai megegyeztek az Ie. osztályú szerkocsikéval. A szerkocsi 26 m³ űrtartalmú víztartályában gyengébb kisebb terhelésre engedélyezett vonalakon csak 23 m³ vizet hordozhatott. A víztartály tetejére elöl, két oldalt egy-egy 1,9 m hosszú töltővályút alakítottak ki, míg egy harmadik töltőnyílás hátul, középen kapott helyet. A tápvíz Szász-rendszerű vízkapcsolaton keresztül jutott a mozdony injektoraihoz. A szerkocsira egy 14″-os Westinghouse-rendszerű vízszintes fékhengert és gyorsműködésű kormányszelepet szereltek. A szerkocsi minden kerékpárját egy oldalról (a kerekek forgócsap felőli oldalán) fékezték; a teljes féktuskóerő az üres szerkocsi súlyának 121,2, a teljesen rakotténak 50,4%-a volt. A fékrudazat nyomáskiegyenlítő szerkezetű volt. A víztartály előtt kétoldalt két kisebb, míg hátul, a vonószekrény fölött egy nagyobb szerszámszekrényt alakítottak ki.

## Sorozatgyártás
A típusból az alábbi mozdonysorozatokhoz szállítottak:
- MÁV IIIs. osztály (321  és 323 szerkezetszám),
- MÁV In. osztály (322 szerkezetszám),
- MÁV 301 sorozat (324–6 és 328 szerkezetszám),
- MÁV 601 sorozat (327 és 329–10 szerkezetszám),
- Chemins de fer Orientaux 601–603 pályaszámok (3210 szerkezetszám).

A típus néhány példányának kapocsszekrényét a második világháborút követően átalakították. Ezeket az Y, illetve QII jellegként jelölt szerkocsikat 402, illetve 327 és 328 sorozatú mozdonyokhoz kapcsolták.
A szabványosítás jegyében a szerkocsik kerékpárjait 1948-tól az M jellegű szerkocsikéval azonos, 896 mm-es kerékváz-, illetve 1040 mm-es futókör-átmérőjű kerékpárokra cserélték.
A hozzájuk tartozó mozdony selejtezését követően a jobb állapotú szerkocsikat vízszállító kocsivá alakítva tovább használták.